# Chantier naval de l'Amour

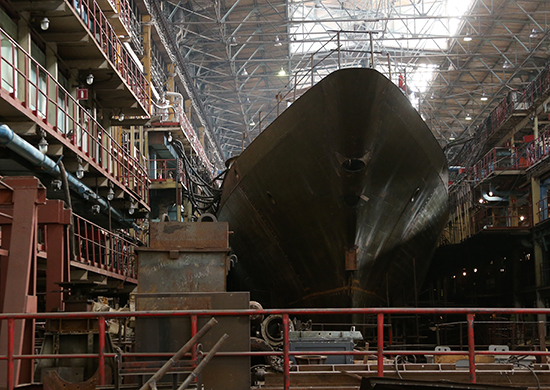
Le chantier naval de l'Amour en 2014

Le chantier naval de l'Amour (en russe : Амурский судостроительный завод, Amurski Sudostroïtelny Zavod) connu auparavant sous le nom de chantier naval Leninski Komsomol, est un important chantier naval situé à Komsomolsk-sur-l'Amour, à l'est de la Russie.

## Historique
Il a été fondé en 1932, il emploie environ 15 000 personnes et produit aussi bien des bâtiments civils que des navires de guerre, et notamment des sous-marins à propulsion nucléaire.
Un total de 97 sous-marins (56 à propulsion nucléaire et 41 à propulsion diésel-électrique) ainsi que 36 navires de guerre ont été construits dans ce chantier naval. Le chantier naval commence à construire des sous-marins nucléaires en 1957 et le premier bâtiment est livré en 1960. Les sous-marins construit aux chantiers navals de l'Amour comprennent des sous-marins de la classe Delta-I, de la classe Echo-I et II, et de la classe Akula entre autres,. En 1992, le président de la fédération de Russie Boris Eltsine annonce que le chantier naval no 402 de la Sevmash à Severodvinsk serait dorénavant le seul chantier naval à construire des sous-marins nucléaires en Russie,.
En 2008, le premier sous-marin nucléaire construit à Komsomolsk-sur-l'Amour depuis 13 ans subit un incendie pendant ses essais en mer, faisant 20 victimes.
Devenue une entreprise privée lors de l'effondrement de l'URSS, les chantiers navals sont revendus en mai 2009 pour la somme de quelques milliers de roubles à l'entreprise d’État United Shipbuilding Corporation,.
En 2011, il est annoncé (à nouveau) que le chantier naval ne construirait plus de sous-marins.